# Archidiecezja Bhopal
Archidiecezja Bhopal (łac. Archidioecesis Bhopalensis, ang. Archdiocese of Bhopal) – rzymskokatolicka archidiecezja ze stolicą w Bhopalu w stanie Madhya Pradesh, w Indiach. Arcybiskupi Bhopalu są również metropolitami metropolii o tej samej nazwie.

## Historia
13 września 1963 papież Paweł VI erygował archidiecezję Bhopal.

## Główne świątynie
- Archikatedra: Katedra św. Franciszka z Asyżu w Bhopalu

## Arcybiskupi
- Eugene D’Souza MSFS (1963–1994)
- Paschal Topno SJ (1994–2007)
- Leo Cornelio SVD (2007–2021)
- Arockia Sebastian Durairaj (od 2021)